# Luise (Voß)
Luise. Ein ländliches Gedicht in drei Idyllen ist ein Versepos von Johann Heinrich Voß. Voß verfasste das Werk in ungereimten Hexametern.

## Publikationsgeschichte
Die drei Teile erschienen zuerst in den Jahrgängen 1783 und 1784 des von Voß herausgegebenen Vossischen Musenalmanachs sowie in der Novemberausgabe 1784 des Teutschen Merkur. Die erste Buchausgabe folgte 1795 bei Friedrich Nicolovius in Königsberg. Die Ausgabe letzter Hand von 1807 beginnt mit einer Widmung an Peter Friedrich Ludwig, den Regenten des Herzogtums Oldenburg, der darin als Vater Eutins angesprochen wird.

## Handlung

### Erste Idylle
Im ersten Teil der Geschichte wird der 18. Geburtstag von Luise, der Tochter des Dorfpfarrers von Grünau, geschildert. Zu den Geburtstagsgästen gehören neben Luises Eltern und ihrem kleinen Bruder Karl auch Walter, Karls Hauslehrer und Kandidat der Theologie, sowie der Hausknecht Hans. In der Nähe wohnt auch Luises Patentante, eine verwitwete Gräfin, mit ihrer Tochter Amalia, die Luises beste Freundin ist. Diese beiden können jedoch nicht zur Feier erscheinen.
Hans fährt die Eltern in einem Boot zu einem idyllischen Platz an einem See, an dem ein Picknick stattfinden soll. Der Leser verfolgt aber Luise, Walter und Karl, die den Weg zu Fuß dorthin nehmen und unterwegs Erdbeeren sammeln. Während Karl vorauseilt, küssen sich Walter und Luise. Am Picknickplatz angekommen, kocht man Kaffee über offenem Feuer und genießt die Natur, die familiäre Einigkeit und das mitgebrachte Essen, bis gegen Abend alle gemeinsam im Boot zurückfahren.

### Zweite Idylle
Einige Zeit später: Walter ist inzwischen Pfarrer in Seldorf und mit Luise verlobt. Er kommt eines Morgens zu Besuch, doch Luise hatte vor lauter Aufregung wegen des Besuchs ihres Verlobten eine so unruhige Nacht, dass sie seine Ankunft verschläft. Auch Amalia kommt zu Besuch und hat als Überraschung für Walter einen selbstgenähten Talar und selbstgestickte Beffchen mitgebracht. Endlich wird Luise von ihrer Mutter geweckt, aber anstatt sich für die Begegnung mit ihrem Bräutigam ordentlich zu kleiden und zu schmücken, macht sie sich nur notdürftig zurecht, um ihm so schnell wie möglich in die Arme zu fliegen.

### Dritte Idylle
Die Hochzeit soll mit einem großen Fest im Garten der Gräfin begangen werden. Am Abend vorher sind die Gräfin und Amalia bei Luises Familie zu Besuch, und Luise nimmt Amalia mit in ihr Zimmer um ihr das Brautkleid und den Brautschmuck zu zeigen. Amalia überredet sie, das Kleid und den Schmuck aus Spaß schon heute einmal anzulegen und sich so ihrem Bräutigam und den Eltern zu präsentieren. Beide sind aufgeregt, aber auch traurig: Luises Hochzeit bedeutet für die Freundinnen eine Trennung, denn Luise wird zu ihrem künftigen Mann nach Seldorf ziehen.
Als der Vater Luise im Brautkleid sieht, ist er von ihrer Schönheit ganz überwältigt, und spontan schlägt er vor, nicht bis zum nächsten Tag zu warten, sondern das Paar sofort zu trauen. Die beiden sind davon etwas überrumpelt, stimmen aber zu und werden getraut. Und so wird schon am Polterabend Hochzeit gefeiert: Die Mägde Susanna und Hedewig werden angewiesen, sofort das beste Essen herzurichten, dazu wird reichlich Bischof getrunken. Auch Hans und die Mägde, ja sogar der Hund, die Katze und das Vieh im Stall sollen als Hochzeitsgäste zählen und etwas besonders Gutes zu essen bekommen.
Hans schleicht sich hinaus und gibt den Musikanten Bescheid, die gerade für die Feier am kommenden Tag proben, dass sie sofort mitkommen und dem Brautpaar ein Ständchen bringen sollen. Auch sie dürfen als Gäste bleiben, und so geht die Feier fröhlich bis in die Nacht weiter. Luises Mutter und Susanna machen dem Hochzeitspaar das Brautbett zurecht, und so können die beiden sich unter dem Jubel und Gelächter der Gäste zurückziehen.

## Erzählerische und inhaltliche Schwerpunkte
Aus den genauen Beschreibungen des Pfarrhaushalts sowie z. B. der gereichten Speisen wird das Leben einer bürgerlichen Familie im späten 18. Jahrhundert sehr anschaulich. Besonderen Wert legt der Erzähler auch auf die Darstellung der Harmonie innerhalb der Familie und den Ausdruck starker Gefühle; so ist immer wieder von Küssen, Tränen und Umarmungen die Rede.
Luise und ihre Mutter werden als Musterbild des frommen, unschuldigen jungen Mädchens und der biederen, rechtschaffenen Hausfrau charakterisiert; der greise Vater ist das anerkannte geistige Oberhaupt der Familie.
In den Gesprächen zwischen ihm und Walter wird deren weitgehend übereinstimmende, von der Aufklärung beeinflusste Theologie deutlich: Keine der christlichen Konfessionen habe einen Alleinvertretungsanspruch. Alle Menschen seien Gottes Kinder, und über die christliche Religion hinausgehend seien alle Menschen, die Gutes tun, in die göttliche Gnade eingeschlossen:
[…] Denk' ich des Vaters,

O, dann hebt sich mein Herz und schwillt von regerer Inbrunst

Gegen unsere Brüder, die rings umwohnen das Erdreich:

Zwar vielartig an Kraft und Verstand; doch des selbigen Vaters

Kindlein Alle, wie wir; von einerlei Brüsten genähret!

[…]

Wonne dereinst, wann Alle der heilige Morgen uns aufweckt!

Wahrhaft lernen wir dann, daß Gott die Person nicht ansieht,

Sondern in allerlei Volk ist, wer ihn fürchtet und recht thut,

„Angenehm dem Vergelter!“ O Himmelswonne! wir freun uns

Alle, die Gutes gethan nach Kraft und redlicher Einsicht,

Und die zu höherer Kraft vorleuchteten; freun uns mit Petrus,

Moses, Konfuz und Homer, dem liebenden, und Zoroaster,

Und, der für Wahrheit starb, mit Sokrates, auch mit dem edeln

Mendelssohn! Der hätte den Göttlichen nimmer gekreuzigt!